# 沙迪·纳哈斯
沙迪·纳哈斯（英語：Shady El Nahas，1998年3月27日—），埃及裔加拿大男子柔道运动员，2023年泛美运动会男子100公斤级金牌得主、2024年世界柔道锦标赛男子100公斤级银牌得主。